# 少年 (Qwaiの曲)
「少年」（しょうねん）は、2010年8月4日に発売されたQwaiの2枚目のシングル。

## 解説
- 前作「サヨナラの空」から6ヶ月ぶりのシングル。
- 通常盤、初回生産限定盤の2種類があり、初回生産限定盤には、ミュージックビデオが付く。

## 収録曲

### 通常盤、初回生産限定盤

#### CD
全曲 作詞/作曲：Qwai
1. 少年 (4:04) 
  - 日本テレビ系「音龍門」 Baby Dragon's Gate / Dragon Push Artist ♯032
2. 手のひら (4:02)

#### DVD（初回生産限定盤）
1. 少年（Music Video）